# Susulá (Tekit)
Susulá es una localidad del municipio de Tekit en el estado de Yucatán, México.

## Toponimia
El nombre (Susulá) significa en maya yucateco "agua suave y limpia".

## Demografía
Según el censo de 2005 realizado por el INEGI, la población de la localidad era de 1 habitantes.
| 0                           | 0 | ? | 1 |
| (Fuente: INEGI [Consultar]) |   |   |   |